# Namchi
Namchi là một thị xã của quận South thuộc bang Sikkim, Ấn Độ.

## Địa lý
Namchi có vị trí 27°10′B 88°21′Đ / 27,17°B 88,35°Đ Nó có độ cao trung bình là 1315 mét (4314 feet).

## Nhân khẩu
Theo điều tra dân số năm 2001 của Ấn Độ, Namchi có dân số 978 người. Phái nam chiếm 59% tổng số dân và phái nữ chiếm 41%. Namchi có tỷ lệ 78% biết đọc biết viết, cao hơn tỷ lệ trung bình toàn quốc là 59,5%: tỷ lệ cho phái nam là 81%, và tỷ lệ cho phái nữ là 73%. Tại Namchi, 9% dân số nhỏ hơn 6 tuổi.